# Jacques Necker-de Saussure
Jacques Necker, genannt Jacques Necker-de Saussure (* 26. November 1767 in Genf; † 25. Oktober 1825 ebenda) war ein Genfer Botaniker, Hauptmann und Politiker.

## Leben
Necker war der Neffe von Jacques Necker, dem Finanzminister Ludwigs XVI.

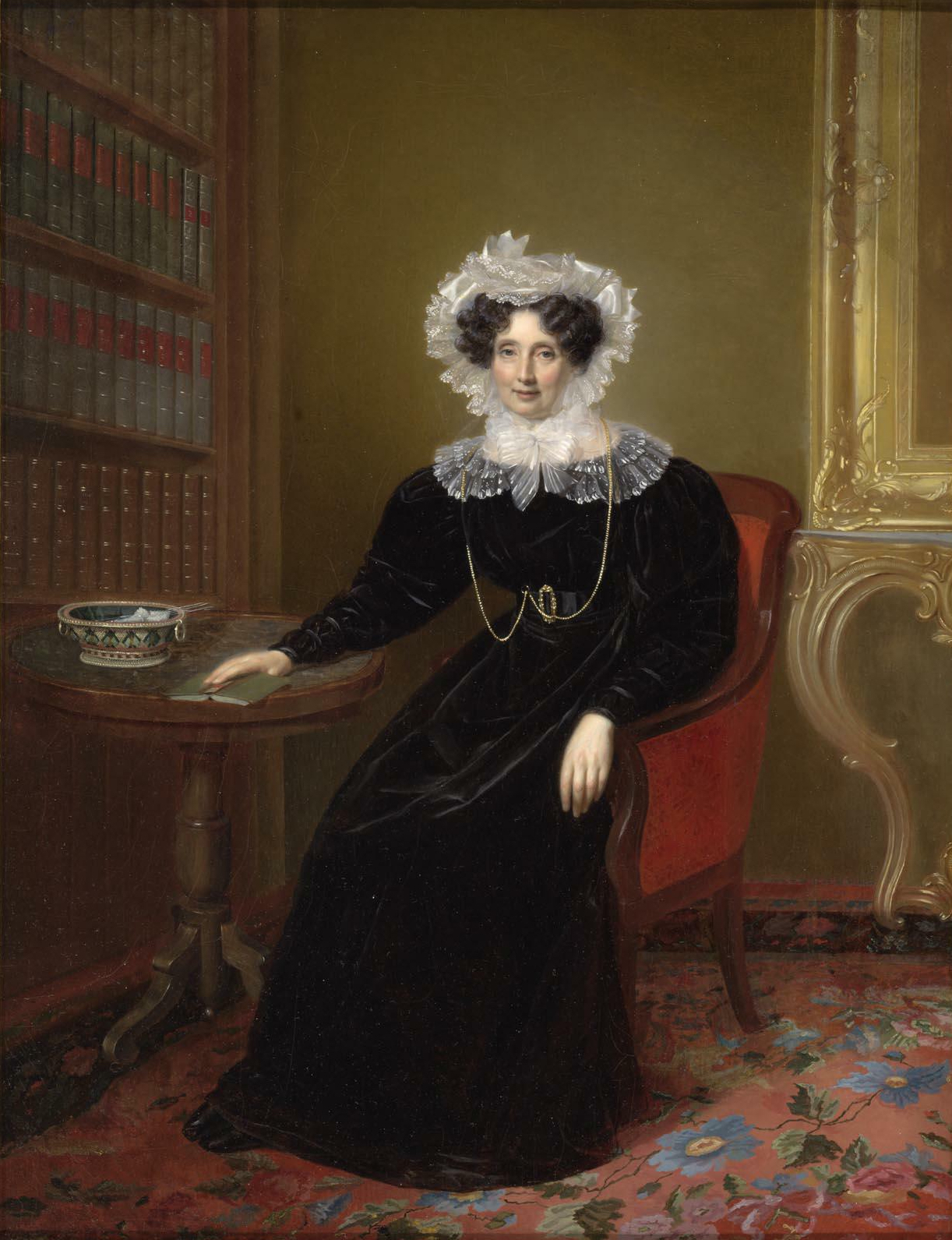
Albertine Necker de Saussure

1785 heiratete er Albertine Necker de Saussure, die Tochter des namhaften Genfer Botanikers Horace-Bénédict de Saussure. 
Seit ebenselbem Jahr 1785 stand Necker auch als Hauptmann in französischen Diensten.

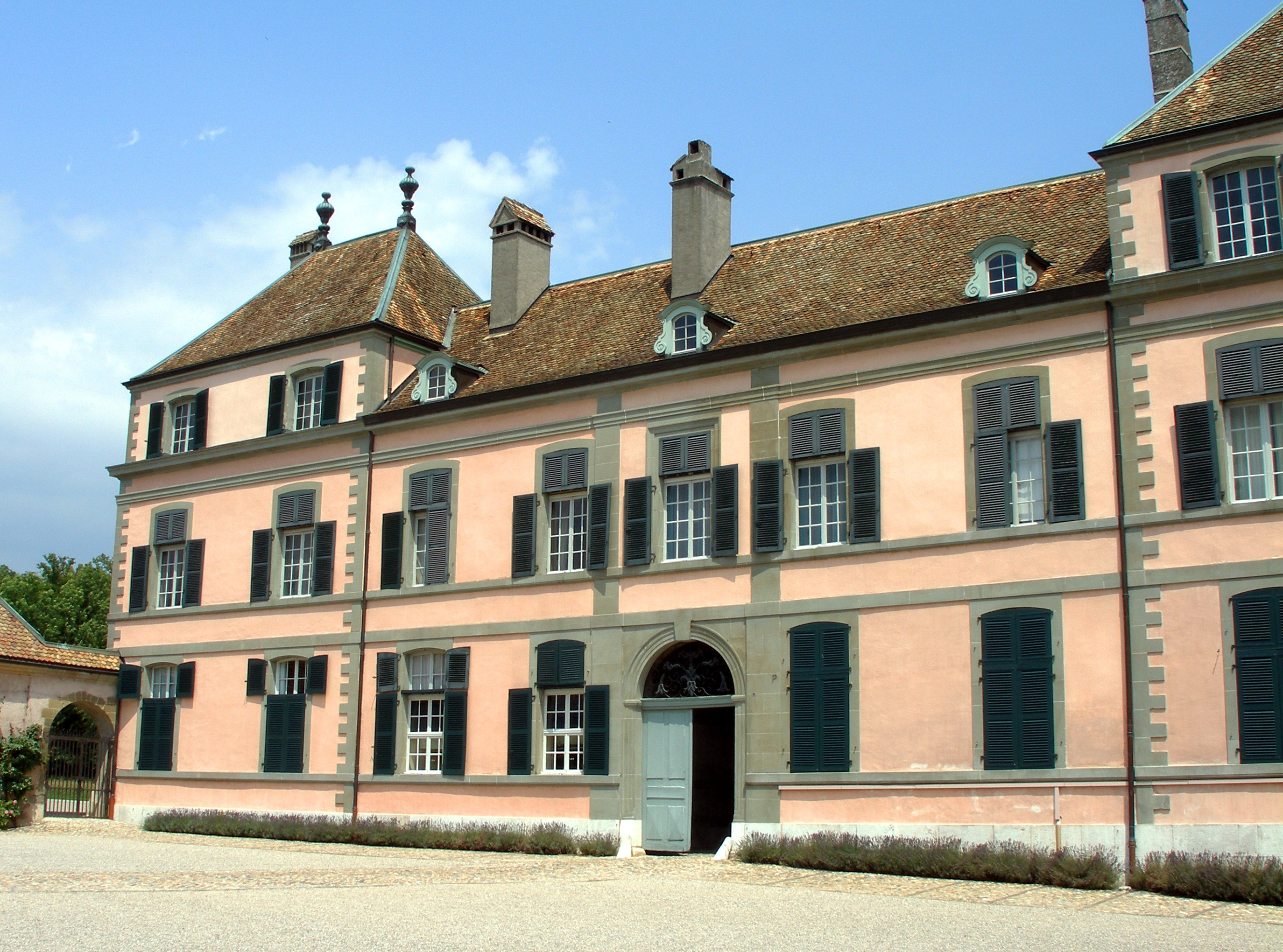
Château de Coppet

Die Revolution beendete Neckers militärische Karriere und in der Folge kam er zusammen mit seiner Frau 1790 nach Genf, wo er an der Académie de Genève Botanik unterrichtete – er bekam die Stelle dank dem Familiennamen seiner Frau. Sie schrieb zunächst Botanik-Vorlesungen für ihn und unterrichtete ihre eigenen Kinder in einer breiten Palette von Themen, einschliesslich der exakten Wissenschaften. Sie lebte bei seiner Tante und seinem Onkel im Schloss Coppet, wo sie sich mit seiner Cousine Germaine de Staël anfreundete.

### Politische Karriere
1786 trat Necker in den Genfer Rat der Zweihundert ein und wurde 1788 Auditor. Als die Genfer Revolution Ende 1792 ausbrach, zog er sich aus dem öffentlichen Leben zurück, bis er bei und nach der Restauration wieder in der Regierung Genfs Einzug hielt. Er war Mitglied des 22-köpfigen Provisorischen Rats, der am 31. Dezember 1813 die Republik Genf wiederherstellte.

## Denkmäler und Medaillen

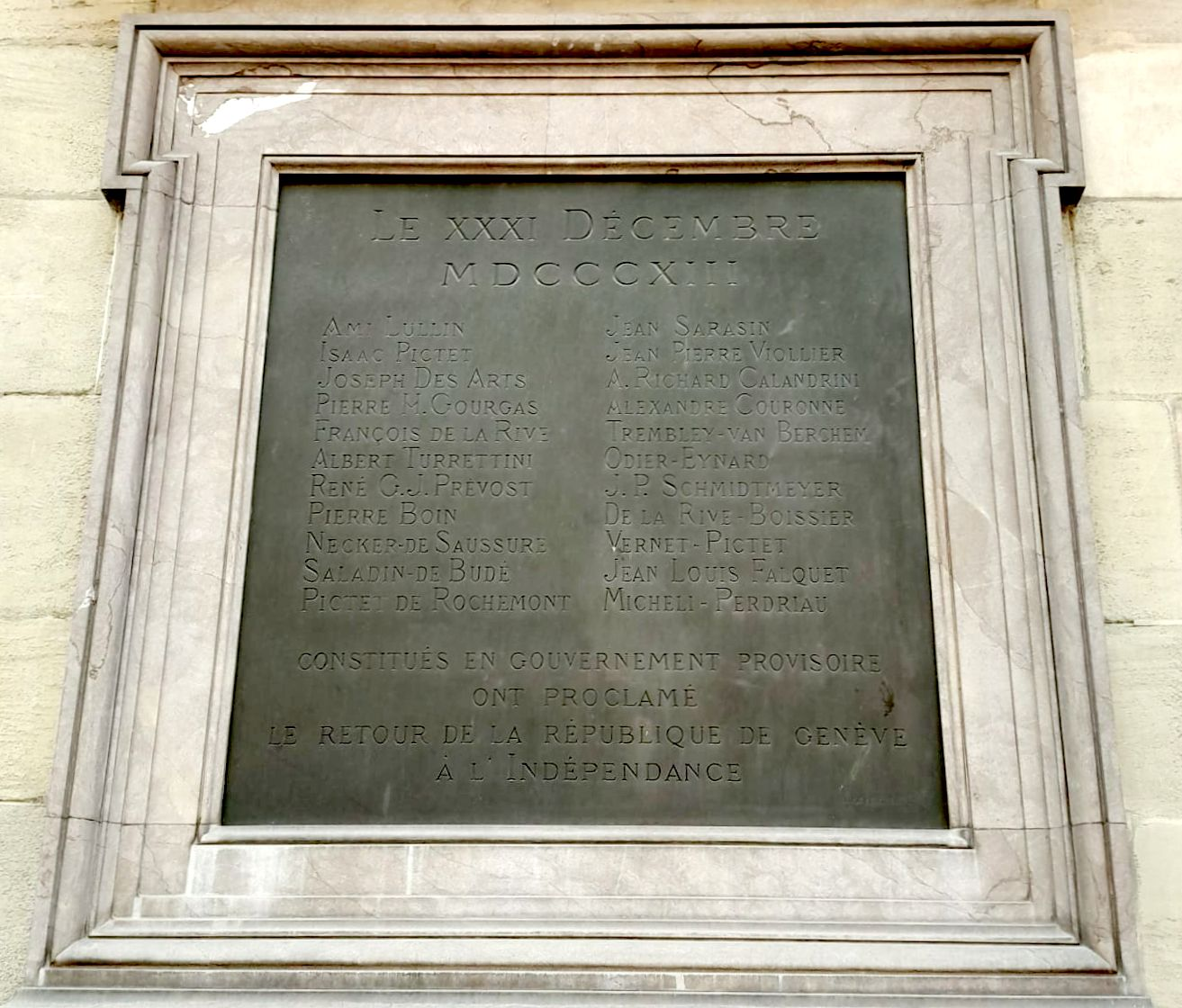
Inschrift in Marmor graviert am Genfer Hôtel de Ville.

- Am 31. Dezember 1892 wurde an der Fassade links (östlich) des Haupteingangs der Maison de Ville die Namen der 22 Mitglieder der provisorischen Regierung vom 31. Dezember 1813 in einer Marmortafel eingraviert.[6], als Erinnerung an die Restaurierung der Republik.[7][4]
- Medaille zum 80. Jahrestag der Restauration der Republik Genf (1813), in Erinnerung an Ami Lullin und das Comité de l'Indépendence, geprägt im Jahr 1893.[8]